# Університет Париж X Нантер
Університет Париж X — Нантер, Університет Париж-Захід — Нантер-ла-Дефанс (фр. Université Paris Ouest Nanterre La Défense) — один з тринадцяти паризьких університетів, розташований в департаменті О-де-Сен, неподалік від кварталу Дефанс — ділового центру Парижа.

## Короткий опис
Є другим за величиною кампусом Франції після Нантського університету. В Університеті навчається понад 33 тисяч студентів, на факультетах і в науково-дослідних центрах працюють 2 тисячі професорів, викладачів і наукових співробітників. На території кампуса площею 27 га розташований олімпійський басейн, атлетичні майданчики, театр.

## Історія
Нантер був побудований у 1960-х роках на околиці Парижа як продовження Сорбонни. Спочатку в 1964 році був заснований лише Факультет Нантерра, а в 1970 році внаслідок реорганізації Університету Парижа був заснований сам Університет. На основі американської моделі він був побудований як кампус (на відміну від старих французьких університетів, які були меншими та інтегрованими з містом, у якому вони знаходилися).
Університет Париж X — Нантер відомий насамперед як центр травневих подій 1968 року, в результаті яких отримав прізвисько «Nanterre la rouge» (Червоний Нантерр). Університет традиційно має ліве політичне забарвлення, на відміну від інших університетів, таких, наприклад, як Університет Париж II Ассас, що відрізняються правою політичною орієнтацією.

## Структура
Університет Париж X — Нантерр має високу репутацію щодо підготовки фахівців в галузі права, економіки, відомий своїми унікальними білінгвістичними спеціальностями. У наш час[коли?] в університет входять 9 факультетів, Інститут адміністративної підготовки, більше 8 науково-дослідних лабораторій, а також різні профспілки, культурні та соціальні спільноти.

### Факультети
- Факультет мов та іноземних культур
- Факультет англомовних культур
- Факультет літератури, мови і філософії
- Факультет економіки, менеджменту, математики та інформатики
- Факультет політології, юриспруденції та адміністративних наук
- Факультет психології та педагогіки
- Факультет соціології і адміністративних наук
- Факультет фізичної культури і спорту
- Факультет промислових систем та комунікаційних технологій

### Білінгвістичні спеціальності
- Французьке та німецьке право
- Французьке і англо-саксонське право
- Французьке і російське право
- Французьке й італійське право
- Французьке й іспанське право
- Економіка (англійська, американська мова і культура)
- Економіка (іспанська мова і культура)
- Економіка (німецька мова і культура)
- Менеджмент (англійська, американська мова і культура)
- Менеджмент (іспанська мова і культура)
- Менеджмент (німецька мова і культура)

## Знамениті випускники
- Еммануель Макрон — президент Франції (з 2017).
- Ніколя Саркозі — президент Франції (2007—2012), колишній президент партії Республіканці.
- Домінік Де Вільпен — прем'єр-міністр Франції 2005—2007.
- Даніель Кон-Бендіт — лідер студентських заворушень у травні 1968 року, член європейського парламенту.
- Крістін Лагард — міністр економіки і фінансів Франції.
- Жан-Жак Аягон — міністр культури і комунікацій Франції з 2002 до 2004 рік.
- Жан-Люк Маріон — філософ.
- Олів'є Безансно — французький політик.
- Даніель Коен — французький економіст.
- Вінсан Боллоре — генеральний директор компанії Bolloré.
- Олів'є Бланшар — французький економіст.
- П'єр Гольдман — французький революціонер-інтернаціоналіст.
- Анні Добантон — французька журналістка.
- Жослін Ківрен — французький актор.

## Знамениті професори
- Моріс Алле — французький економіст, Лауреат Нобелівської премії з економіки 1988 року.
- Домінік Стросс-Кан — французький політик, економіст і юрист. Директор-розпорядник Міжнародного валютного фонду.
- Жак Матьє Еміль Ланг — французький політик.
- Еммануель Левінас — філософ.
- Катрін Малабу — філософ.
- Жан Бодрійяр — французький культуролог і філософ-постмодерніст.
- Поль Рікер — філософ.
- Анрі Лефевр — соціолог і філософ.
- Робер Жан Жорж Мерль — письменник.
- Мішель Агліетта — економіст, член Кола економістів.
- Фернанду Енріке Кардозу — колишній президент Бразилії (1995—2002).
- Мішель Делон — французький літературознавець.

## У кінематографі
- «Китаянка» — Жана-Люка Годара в 1967.
- «Іспанка» — Седріка Клапіша у 2002.
- «Тринадцятий район» — П'єра Мореля в 2004.